# 阿斯帕林山
阿斯帕林山（英語：Mount Aspiring）一译艾斯派林山，毛利人称之为提提蒂亚（英語：Tititea），意为“闪耀的峰顶”，为新西兰南岛南阿尔卑斯山脉的一座山峰，海拔3,033米。因山峰形状独特，常被俗称为“南部的马特霍恩峰”（英語：the Matterhorn of the South,）。著名的登山运动胜地。连同周边地区于1964年建立了阿斯帕林山国家公园。